# NGC 2108
NGC 2108 är en öppen stjärnhop i Stora magellanska molnet i stjärnbilden Svärdfisken. 